# Dallenwil
Dallenwil es una comuna suiza situada en el cantón de Nidwalden. Tiene una población estimada, a fines de 2023, de 1875 habitantes.